# Gehandicaptentoilet

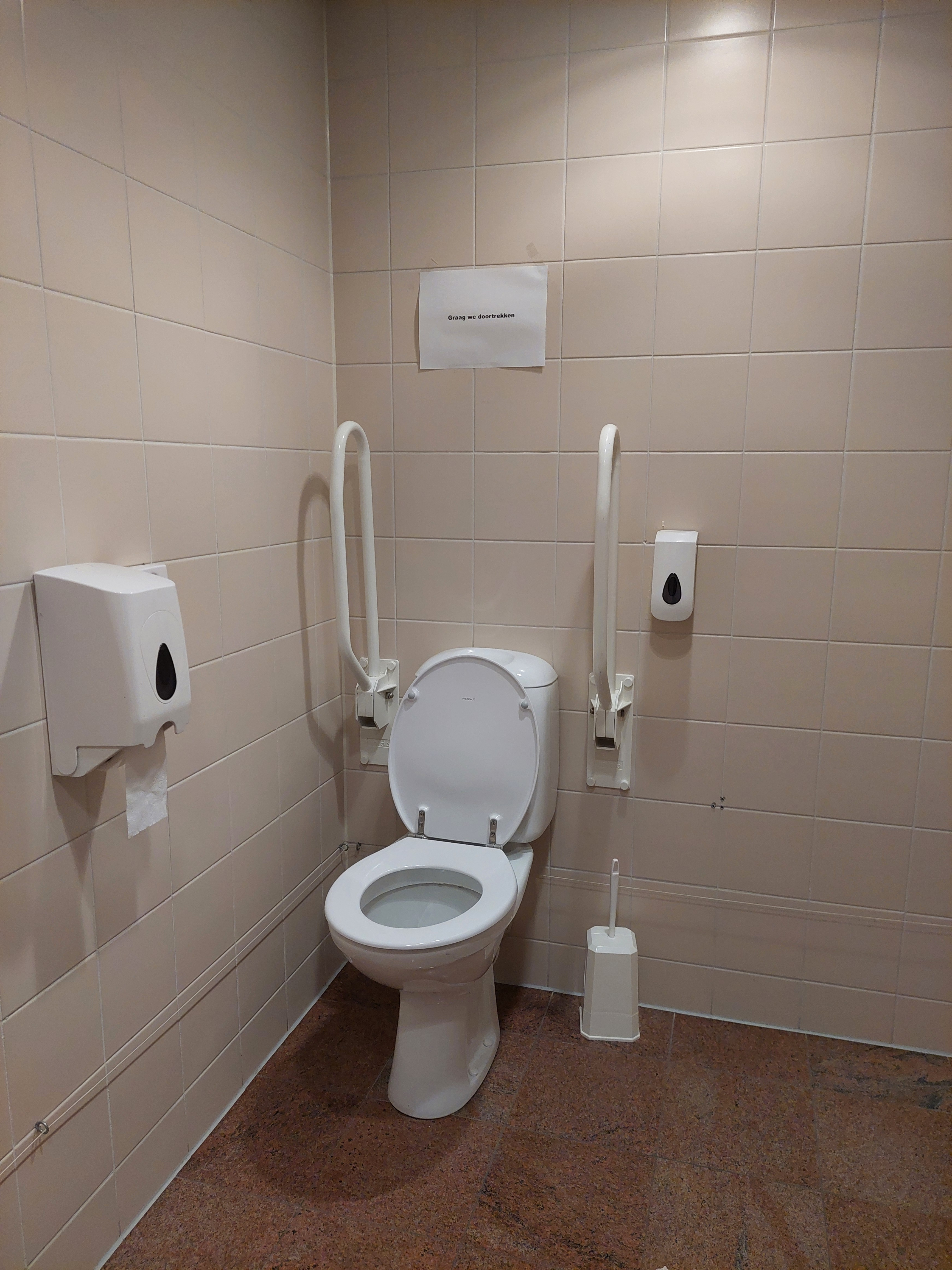
Gehandicaptentoilet met beugels

Een gehandicaptentoilet, (ook wel invalidentoilet, wc voor gehandicapten of mindervalidentoilet) is een toilet dat zo is aangepast dat mensen met een lichamelijke beperking er zonder hulp gebruik van kunnen maken. Op veel openbare locaties in de westerse wereld zijn mindervalidentoiletten aanwezig.

## Aanpassingen
- De toiletpot dient wat hoger te zijn dan gebruikelijk om de gebruiker in staat te stellen gemakkelijk van de rolstoel op het toilet te komen, en gemakkelijk van het toilet te komen.
- Daartoe dienen ook handgrepen en beugels rondom aangebracht te zijn.
- In een gehandicaptentoilet op openbare locaties dient een alarm duidelijk zichtbaar aanwezig te zijn, bijvoorbeeld een rode knop of koord.
- Het fonteintje of wastafel en handdoek of -droger dienen op de juiste hoogte aanwezig te zijn. Het fonteintje of wastafel moet onderrijdbaar zijn.
- De deur dient naar buiten te draaien en breed genoeg zijn om gemakkelijk met een rolstoel naar binnen te kunnen.
- Over het algemeen is er voor een invalidentoilet meer oppervlak nodig dan voor een doorsnee toilet. Er dient een keerruimte of draaicirkel voor een rolstoel te zijn van ten minste 150x150 cm.

## Nederland

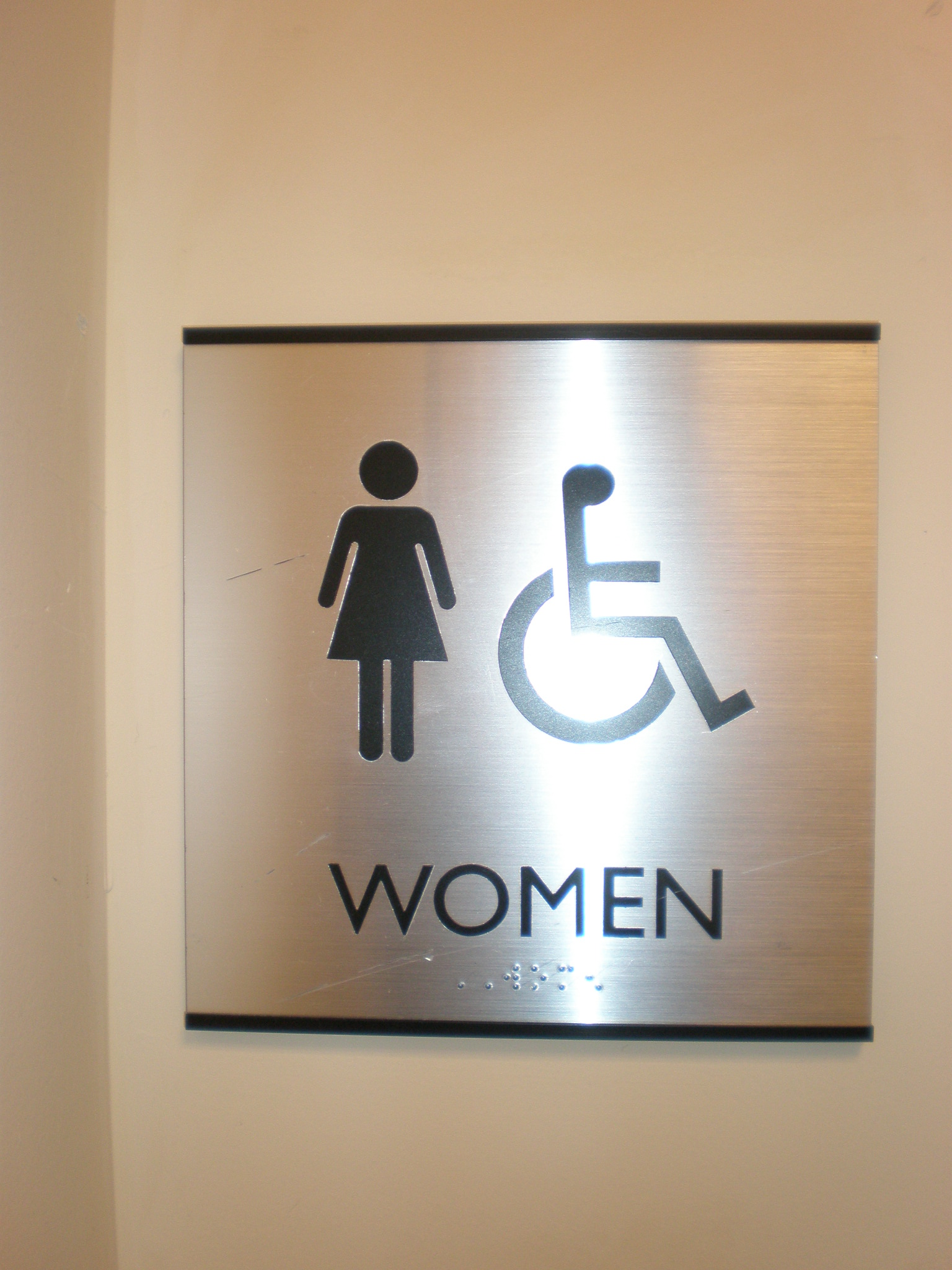

In huis zal een woningaanpassing, zoals voorzieningen aan het toilet, vaak in samenwerking met gemeente (Wmo), Thuiszorg en eventueel woningbouwvereniging worden gedaan. Het Handboek voor Toegankelijkheid geeft onder andere adviezen voor ontwerpers om dergelijke ruimten doelmatig te ontwerpen, de bovengenoemde aanpassingen zijn terug te vinden in deze uitgave. In het Bouwbesluit is een en ander te vinden over toegankelijkheid van sanitaire ruimten.

### Openbare locaties
In augustus 2014 voerde het NIRT (Het Nederlands Instituut voor RolstoelToegankelijkheid) een landelijk onderzoek uit op de aanwezige, officiële gehandicaptentoiletten in Nederland. Uitkomst van dit onderzoek was dat 66 procent van de mindervalidentoiletten ontoegankelijk en onbruikbaar zijn voor rolstoelgebruikers.
In vergelijking met andere Europese landen is de rolstoeltoegankelijkheid in Nederland veel minder goed geregeld. In Italië bijvoorbeeld krijgt een restaurant alleen een restaurantvergunning als het ook een mindervalidentoilet heeft.
Het VN-verdrag voor de rechten van mensen met een beperking is door de meeste Europese landen al geratificeerd; door Nederland nog steeds niet. Na de ratificatie kan de aanwezigheid van een mindervalidentoilet afgedwongen worden door de rolstoeler. “Maar het is voor een welvarend land als Nederland toch zeer beschamend dat daarop gewacht moet worden”, vindt Denise Janmaat. De datum van ratificatie wordt telkens uitgesteld. Voor het NIRT reden om met dit onderzoek aan te tonen dat alle betrokkenen nu zélf hun verantwoordelijkheid moeten nemen om deze schrijnende situatie voortvarend op te lossen.
In 2004 vond de Bond gehandicapten Haarlemmermeer bij een onderzoek dat van de 42 winkels in het centrum van Hoofddorp er maar één een toilet had dat was aangepast voor gehandicapten. In 2011 werd een positief geluid over culturele voorzieningen van Gorinchem gehoord. Er blijkt echter alleen onderzocht te zijn of mensen met een rolstoel naar binnen kunnen. De toiletten zijn juist een punt van zorg.